# تفنگ ضدتجهیزات

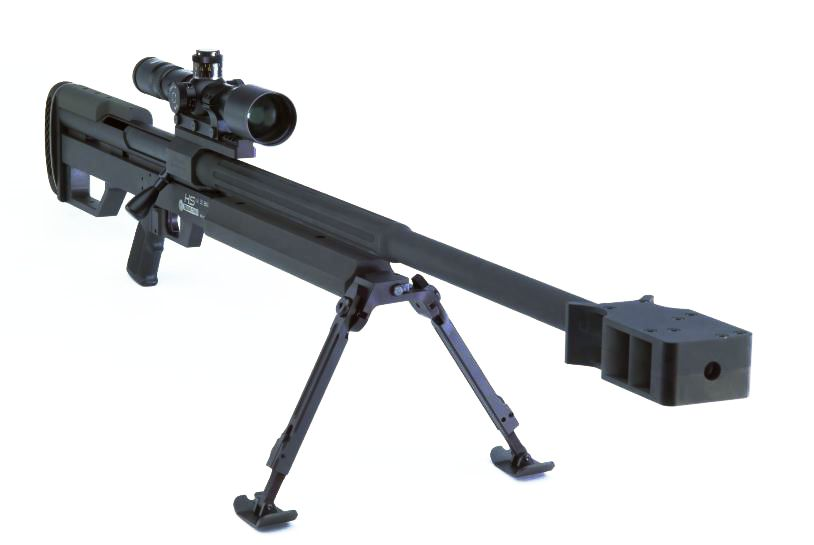
نمای جلویی اشتایر اچ‌اس ٫۵۰

تفنگ ضد تجهیزات (به انگلیسی: anti-materiel rifle (AM))نوعی تفنگ است که بر ضدتجهیزات، ادوات و استحکامات دشمن (به‌جای نیروی انسانی) به کار می‌رود.

## تاریخچه
ظهور تفنگ ضد تجهیزات به جنگ اول جهانی بر می‌گردد که طی آن نخستین تفنگ‌های ضدتانک به وجود آمدند. اگرچه بعدها تانکهای مدرن و سایر زره پوشها آنچنان مستحکم شدند که دیگر تفنگ ضد تجهیزات در آن‌ها نفوذی ایجاد نمی‌کرد، اما این تفنگ‌های همچنان برای استفاده علیه وسایل بدون زره یا دارای زره سبک سودمند هستند. آن‌ها همچنین می‌توانند بر ضد هواگردهای نشسته، موشک اندازها، تجهیزات رادار، شناورهای کوچک، تجهیزات مخابراتی، سلاح‌های دارای خدمه و… استفاده شوند. ارزش آن‌ها به نشانه‌گیری دقیق و از کار انداختن تجهیزات دشمن از فاصله زیاد و با هزینه نسبتاً کم می‌باشد. همچنین این تفنگ می‌تواند در نقش‌های غیر تهاجمی مانند نابودی بی‌خطر مهمات عمل نکرده به کار رود.

## سابقه استفاده
به استفاده تهاجمی از تفنگ ضد تجهیزات یا تفنگ دوربین دار کاربرد ویژه(مخفف انگلیسی: SASR) در ارتش ایالات متحده با عبارت زمینگیر کردن اهداف سخت(مخفف انگلیسی: HTI) گفته می‌شود. در ایران گونه‌ای از این تفنگ به نام شاهر تولید و توسط نیروی زمینی ارتش جمهوری اسلامی ایران به کار گرفته شده‌است.